# Ordbog over det norske Folkesprog
Ordbog over det norske Folkesprog er en bog skrevet af Ivar Aasen i 1850. Det var forløberen til Prøver af Landsmaalet i Norge, som blev skrevet i 1853. Senere skrev han bøgerne Norsk Grammatik i 1864 og Norsk Ordbog i 1873. 
Aasens arbejde bygger på, at dialekterne havde en fælles struktur, som gjorde dem til et sprog og dermed adskilte dem fra dansk og svensk.